# Cyphophthalmus rumijae
Espèce
Cyphophthalmus rumijae est une espèce d'opilions cyphophthalmes de la famille des Sironidae.

## Distribution
Cette espèce est endémique du Monténégro. Elle se rencontre vers Sutorman sur le mont Rumija.

## Description
Le mâle holotype mesure 1,60 mm, les mâles mesurent de 1,70 à 1,92 mm et les femelles de 1,86 à 2,04 mm.

## Étymologie
Son nom d'espèce lui a été donné en référence au lieu de sa découverte, le mont Rumija.

## Publication originale
- Karaman, 2009 : « The taxonomical status and diversity of Balkan sironids (Opiliones, Cyphophthalmi) with descriptions of twelve new species. » Zoological Journal of the Linnean Society, vol. 156, no 2, p. 260–318.